# Beweise
Beweise (Originaltitel: Clues) ist die 14. Folge der vierten Staffel der US-amerikanischen Science-Fiction-Fernsehserie Raumschiff Enterprise – Das nächste Jahrhundert. Sie wurde in den Vereinigten Staaten über Syndication vermarktet und erstmals am 11. Februar 1991 auf verschiedenen Fernsehsendern ausgestrahlt. In Deutschland war sie zum ersten Mal am 8. März 1994 in einer synchronisierten Fassung auf Sat.1 zu sehen.

## Handlung
Im Jahr 2367 bei Sternzeit 44502.7 hat die Enterprise eine Mission vorzeitig beendet, wodurch die Mannschaft nun etwas freie Zeit zur Verfügung hat. Schiffsärztin Beverly Crusher nutzt sie für ein kleines Experiment zum Wachstum von Moos. Captain Picard hingegen schlüpft auf dem Holodeck in die Rolle des Detektivs Dixon Hill. Er muss das Programm jedoch vorzeitig beenden, denn sein zweiter Offizier, der Android Data, informiert ihn über die Entdeckung eines Sternensystems mit einem wahrscheinlich lebensfreundlichen Planeten und einem instabilen Wurmloch. Picard lässt einen Kurs setzen, um den Planeten genauer zu erforschen, doch die Enterprise wird plötzlich von dem Wurmloch verschluckt und 0,54 Parsec von dem System entfernt wieder ausgestoßen. Bis auf Data verlieren während dieser Reise alle Besatzungsmitglieder das Bewusstsein.
Data informiert die Brückenbesatzung, dass die Bewusstlosigkeit 30 Sekunden gedauert hat. Picard beschließt, den ursprünglichen Kurs wieder aufzunehmen und lediglich eine Sonde zu starten, um den Planeten zu erforschen. Seltsamerweise ergeben die Messdaten der Sonde, dass es sich um einen Gasplaneten handelt, der keineswegs lebensfreundlich ist. Data stellt die Hypothese auf, dass die Schiffssensoren vielleicht durch das Wurmloch beeinträchtigt wurden. Eventuell hätten sie statt des eigentlichen Planeten das Abbild eines weiteren vom anderen Ende des Wurmlochs registriert. Picard ist zunächst bereit, dies als ein vorerst ungelöstes Rätsel zu betrachten, doch dann zeigt ihm Dr. Crusher ihr Experiment: Ihr Moos ist in den angeblich 30 Sekunden ihrer Bewusstlosigkeit so schnell gewachsen wie an einem ganzen Tag.
Picard hält ein Treffen mit den Führungsoffizieren ab, auf dem Data die bisher entdeckten Ungereimtheiten wenig überzeugend wegzuerklären versucht. Unter einem Vorwand schickt Picard Data aus dem Raum, denn ihm kommt sein Verhalten seltsam vor. Er beauftragt die anderen Offiziere mit weiteren Nachforschungen. Dr. Crusher findet durch medizinische Untersuchungen heraus, dass die Ohnmacht der Besatzung tatsächlich einen Tag gedauert hat. Chefingenieur La Forge stellt fest, dass der Schiffschronometer manipuliert wurde – und dazu sind lediglich er und Data in der Lage. Data weigert sich, Picards Fragen zu beantworten. Der befiehlt La Forge, eine Diagnose bei Data durchzuführen, die jedoch ergebnislos bleibt. Dr. Crusher macht eine weitere besorgniserregende Entdeckung: Die Hand von Sicherheitschef Worf ist gebrochen und behandelt worden. Offenbar ist in den fehlenden 24 Stunden mehr passiert als bislang gedacht. Unterdessen überprüft La Forge noch einmal die Daten der Sonde und stellt dabei fest, dass sie nur geringfügig von einem bereits bekannten, aber mehrere hundert Lichtjahre entfernten Planeten abweichen. Picard lässt eine zweite Sonde starten, die bestätigt, dass es sich, wie ursprünglich von den Schiffssensoren erfasst, um einen lebensfreundlichen Planeten handelt. Es ist nun offensichtlich, dass Data die erste Sonde manipuliert hat, doch selbst nach der Androhung eines Militärgerichts weigert er sich weiterhin, Picards Fragen zu beantworten.
Schiffsberaterin Troi fühlt sich unwohl und erleidet plötzlich eine Panikattacke, als sie in den Spiegel blickt und dabei glaubt, nicht sich selbst zu sehen. Picard sieht keine andere Möglichkeit mehr, als zu dem geheimnisvollen Planeten zurückzukehren, um die seltsamen Vorkommnisse aufzuklären. Dort angekommen, dringt eine Energieentladung in die Enterprise ein. Sie ergreift Besitz von Troi, welche daraufhin Data aufsucht und ihm mitteilt, dass der Plan fehlgeschlagen sei. Sie will die Enterprise zerstören, doch Data kann noch etwas mehr Zeit erbitten.
Data bittet Picard, das Sternensystem sofort zu verlassen. Als der sich weigert, bleibt Data keine Wahl, als die Wahrheit zu sagen: Picard selbst war es, der ihn zum Schweigen verpflichtet hatte. Der Planet wird vom Volk der Paxaner bewohnt, das Kontakt mit Fremden strikt ablehnt. Um Eindringlinge fernzuhalten, haben sie ein Energiefeld erschaffen, das wie ein Wurmloch erscheint. Es versetzt die Schiffsbesatzungen in Stasis, was den Paxanern die Gelegenheit gibt, die Schiffe von ihrem Planeten wegzutransportieren. Bei der Enterprise hat dieses Vorgehen jedoch nicht funktioniert, denn das Energiefeld hatte auf Data keine Wirkung. Die Paxaner wollten die Enterprise deshalb schon beim ersten Zusammentreffen zerstören, doch Picard hatte sie überzeugen können, lediglich ihre Erinnerungen an den Vorfall zu löschen und Data ein Schweigegelübde aufzuerlegen.
Die Wesenheit in Troi hält den Plan für gescheitert, doch Picard kann sie überreden, es noch ein zweites Mal zu versuchen. Beim ersten Versuch wurde nicht gründlich genug vorgegangen. Zu viele Ungereimtheiten hätten der Neugier der Besatzung keine Ruhe gelassen, jetzt wisse man allerdings, wo man nachbessern müsse. Die Paxaner gestatten einen zweiten Versuch und die Enterprise begibt sich erneut auf eine Reise durch das vermeintliche Wurmloch. Als die ahnungslose Besatzung wieder zu sich kommt, kann Data Picard erneut davon überzeugen, den Planeten lediglich mit einer Sonde zu untersuchen. Außerdem wird die Sternenflotte über das unberechenbare Wurmloch informiert, um andere Schiffe davon abzuhalten, sich dem System zu nähern.

## Verbindungen zu anderen Star-Trek-Produktionen
Einige Elemente aus dieser Folge wurden in späteren Star-Trek-Produktionen wieder aufgegriffen:
- Die klingonische Kampfsportart Mok'bara ist hier erstmals zu sehen. Sie spielt auch in mehreren weiteren Folgen von Raumschiff Enterprise – Das nächste Jahrhundert, Star Trek: Deep Space Nine und Star Trek: Strange New Worlds eine Rolle.
- Die Paxaner werden in Folge 2.08 (Zu schön, um wahr zu sein) der animierten Serie Star Trek: Prodigy aus dem Jahr 2024 erneut erwähnt.

## Produktion

### Drehbuch
Die Folge basiert auf einem unverlangt eingesandten Drehbuchentwurf des Star-Trek-Fans Bruce D. Arthurs, den Showrunner Michael Piller für gut befand. Joe Menosky nahm noch einige Änderungen an der Geschichte vor und arbeitete sie zu einem fertigen Drehbuch aus. Menosky wurde anschließend ein festes Mitglied im Autorenteam der Serie. Für Arthurs blieb dies seine einzige Drehbucharbeit.
Chris Howarth und Steve Lyons stellten in ihrem Buch The Red Dwarf Programme Guide eine starke inhaltliche Ähnlichkeit von Beweise zur Folge Thanks for the Memory der britischen Science-Fiction-Serie Red Dwarf aus dem Jahr 1988 fest. In beiden Folgen wacht eine Raumschiffbesatzung aus einer plötzlichen Bewusstlosigkeit auf und stellt fest, dass ihre Erinnerungen gelöscht wurden. Zudem versucht in beiden Folgen ein Android, die Besatzung zu ihrem eigenen Wohl davon abzuhalten, dieses Rätsel zu lösen.

### Darsteller
Pamela Winslow hat hier ihren ersten von drei Auftritten als Fähnrich McKnight.
Rhonda Aldrich hat hier ihren letzten von drei Auftritten als Sekretärin Madeline in Picards Dixon-Hill-Holodeckprogramm.
Patti Yasutake ist hier erstmals regulär als Krankenschwester Ogawa zu sehen. Zuvor war sie bereits in Folge 3.08 (Gedächtnisverlust) als holografische Illusion von Ogawa zu sehen gewesen. In Beweise erhält ihre Figur den Vornamen Alyssa.

## Rezeption
Keith DeCandido bewertete Beweise 2012 auf tor.com als eine durchschnittliche Folge von Raumschiff Enterprise – Das nächste Jahrhundert. Sie bietet ein interessantes Rätsel, das aber nur beim erstmaligen Sehen Spannung erzeugt. Durch das völlige Fehlen von Nebenhandlungen oder Charakterentwicklungen verliert die Folge für DeCandido beim mehrmaligen Sehen deutlich an Reiz.
Caroline Siede empfahl Beweise 2016 auf vox.com als eine von fünf Folgen der Serie von Raumschiff Enterprise – Das nächste Jahrhundert, die Neulingen einen guten Einstieg ins Star-Trek-Franchise ermöglichen.